# Tholera hordei
Tholera hordei là một loài bướm đêm trong họ Noctuidae.